# 村田大和
村田 大和（むらた やまと、2004年10月15日 - ）は、京都産業大学ラグビー部に所属する選手。2024年のラグビー日本代表、カナダ遠征に選出。

## プロフィール
- 吹田市立片山中学校（吹田RS）出身。
- 京都産業大学経営学部に入学[2]。
- 主なポジションはスクラムハーフ(SH)[3]。
- 身長は168cm[4]。

## 略歴
父がラグビーをしていたこともあり、4歳から大阪・吹田ラグビースクールでラグビーを始める。高校時代は、1年次から全国高等学校ラグビーフットボール大会に出場。報徳学園高校で過ごした3年間、花園での全てのゲームで背番号9を背負った。
2024年8月、京都産業大学2年生（19歳）でラグビー日本代表のパシフィックネーションズカップ初戦のカナダ戦（8月25日、バンクーバー）に臨む日本代表カナダ遠征参加メンバーに選出された。